# Sury-en-Vaux
Sury-en-Vaux is een gemeente in het Franse departement Cher (regio Centre-Val de Loire) en telt 721 inwoners (1999). De plaats maakt deel uit van het arrondissement Bourges.

## Geografie
De oppervlakte van Sury-en-Vaux bedraagt 16,0 km², de bevolkingsdichtheid is 45,1 inwoners per km².
De onderstaande kaart toont de ligging van Sury-en-Vaux met de belangrijkste infrastructuur en aangrenzende gemeenten.

## Demografie
Onderstaande figuur toont het verloop van het inwonertal (bron: INSEE-tellingen).